# زاعجة أسترالية
الزاعجة الأسترالية (الاسم العلمي: Aedes australis)، نوع من البعوض الذي يعيش في المياه المسوسة من جنس الزاعجة وجُنيس Halaedes. عُثر عليها أول مرة في نيوزيلندا عام 1961.